# Württemberger Hof
Württemberger Hof war die Bezeichnung einer ab dem Juni 1848 bestehenden politischen Fraktion der linken Mitte in der Frankfurter Nationalversammlung. 

## Name und politische Positionen

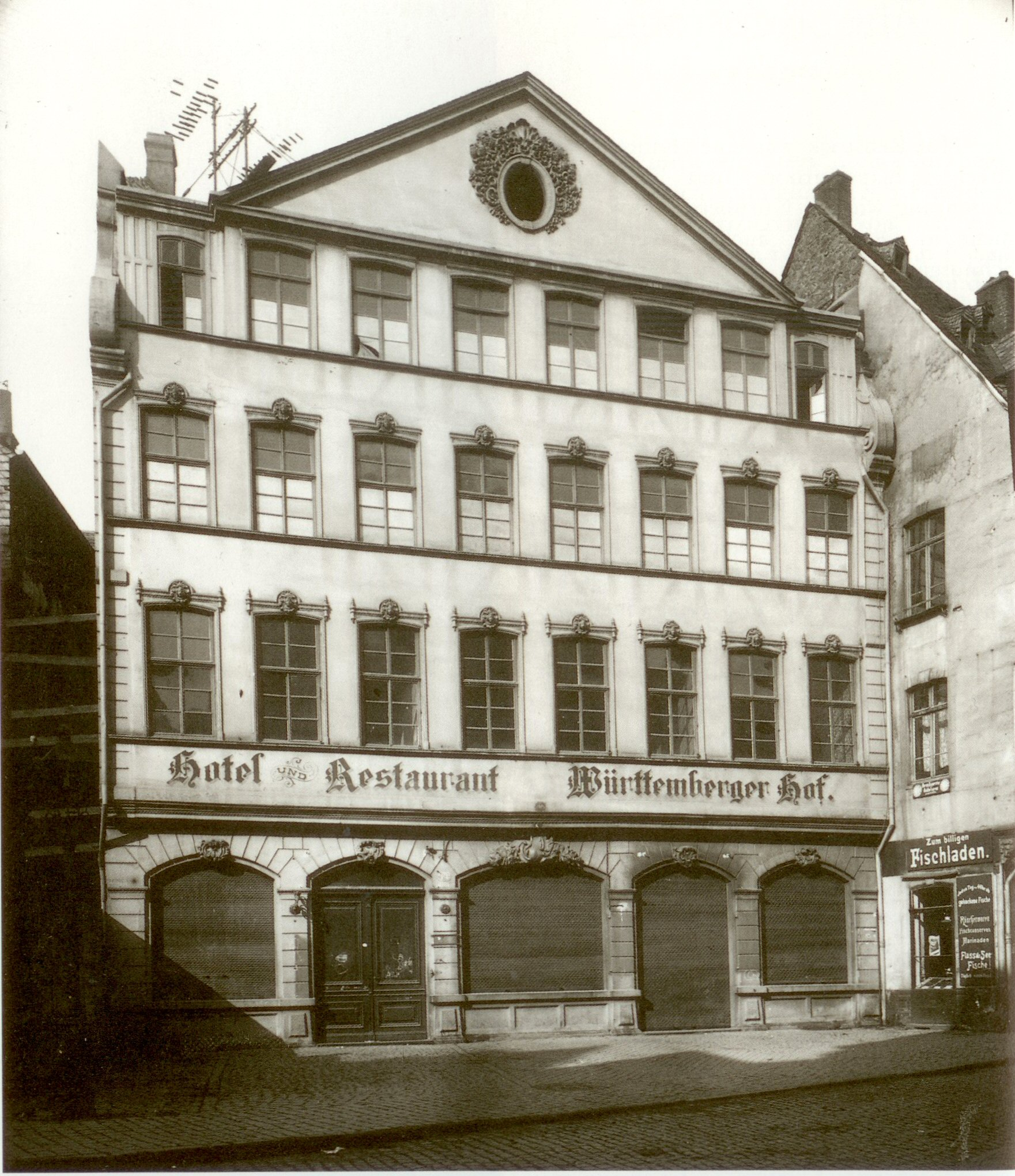
Das namensgebende Gasthaus Württemberger Hof um 1900

Wie bei den meisten Fraktionen der Nationalversammlung bezieht sich der Name auf den üblichen Versammlungsort der Parlamentarier, den Württemberger Hof in der Altstadt von Frankfurt am Main.
Ziele des Württemberger Hofs waren die Schaffung einer parlamentarischen Monarchie mit starker Volksvertretung und eine bundesstaatliche Verfassung Deutschlands in großdeutscher Gestalt. Nach ihren Vorstellungen sollte die Reichsregierung vom Parlament abhängig sein, aber die Reichsverfassung musste nicht mit den Landesverfassungen vereinbart werden.

## Mitglieder
Die bekanntesten Mitglieder der Fraktion waren der Präsident des Vorparlaments Carl Mittermaier sowie Karl Biedermann, Jakob Philipp Fallmerayer, Carl Giskra, Sylvester Jordan, Johann Friedrich Martin Kierulff, Heinrich Laube, Julius Ostendorf, Franz Raveaux, Gabriel Riesser, Friedrich Theodor Vischer, Wilhelm Weißenborn, Heinrich Wuttke, Friedrich Joseph Zell und Adolf von Zerzog.
Im September 1848 spaltete sich um Mittermaier und Philipp Wilhelm Wernher die Fraktion Augsburger Hof ab, die zusammen mit dem Casino eine kleindeutsche Lösung und ein Erbkaisertum akzeptierte und insgesamt nationalliberalere Ansichten vertrat, aber in Fragen der Paulskirchenverfassung weiterhin mit dem Württemberger Hof stimmte.